# محمد باداموسی
محمد باداموسی (انگلیسی: Muhammed Badamosi؛ زادهٔ ۲۷ دسامبر ۱۹۹۹) بازیکن فوتبال اهل گامبیا است.
از باشگاه‌هایی که در آن بازی کرده است می‌توان به باشگاه فوتبال الفتح اشاره کرد.
وی همچنین در تیم‌های ملی فوتبال زیر ۲۰ سال گامبیا و گامبیا بازی کرده است.